# Zona 06 (Maringá)
Zona 06 é um bairro localizado na zona central de Maringá.

## História[1]
Uma parte da história da agricultura paranaense pode ser encontrada neste bairro da zona central de Maringá. As instalações do antigo “Armazéns Gerais Porto Seguro”, na década de 1960, eram usadas para armazenar a produção agrícola, onde eram guardados os produtos até que fossem negociados ou até obter melhores preços. O primeiro prefeito de Maringá, Américo Dias Ferras, construiu o local para guardar a produção particular de café e, atualmente, empresas usam o espaço como depósito de material de construção.

## Religião[2]
O bairro pertence à Paróquia Santa Joaquina de Vedruna. Através de bingos e rifas organizados por moradores, recursos foram levantados para a construção da igreja no bairro, fazendo com que os fiéis não fossem mais obrigados a se dividir em paróquias de bairros vizinhos.